# San Gallo (monaco)
San Gallo (Irlanda, VI secolo – Arbon, VII secolo) è stato un monaco cristiano, missionario e scrittore irlandese ed è venerato come santo dalla Chiesa cattolica.

## Biografia
San Gallo, che secondo alcune fonti nacque tra il 532 e il 560 e morì nel 627 o fra il 646 e il 650, svolse principalmente la sua attività di monaco nei dintorni del lago di Costanza.

### Attività missionaria

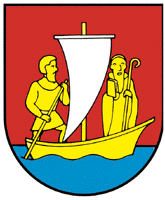
San Gallo nello stemma di Tuggen

San Gallo entrò e si formò nel monastero di Bangor diretto dal severo abate san Comgall accogliendo quindi la regola celtico-irlandese e verso il 590 venne sulla terraferma europea come uno dei 12 compagni del monaco abate missionario san Colombano.
Egli seguì il suo maestro in Inghilterra e poi attraverso la Gallia e partecipò alla fondazione del monastero di Luxeuil. Quando san Colombano dovette lasciare l'Austrasia, poiché aveva accusato la regina Brunechilde di avere dei nipoti illegittimi e venendo arrestato dal re merovingio Teodorico II, san Gallo ed altri discepoli dopo varie peregrinazioni seguirono il loro padre spirituale oltre il Giura.
Egli compì il suo itinerario di missione da Metz risalendo il Reno ed attraverso Zurigo e Tuggen si stabilì infine nella zona di Brigantium (l'attuale Bregenz) sul Lacus Brigantinus (oggi lago di Costanza, Bodensee in lingua tedesca).
In Bregenz essi trovarono una comunità cristiana che su alcuni punti era ricaduta profondamente nel paganesimo. Anche nell'Arbor Felix (l'attuale Arbon) esisteva una comunità simile e lì vi fondò un eremo diventandovi poi priore alla morte di san Colombano.
San Gallo dovette rimanere in Arbon a causa di una grave malattia che lo aveva colpito e lì nacque effettivamente il primo grave disaccordo con Colombano, che aveva proibito al suo allievo di dire messa e di predicare per aver infranto la regola dell'obbedienza e della peregrinatio pro Domine, divieto che questi, per tutto il periodo in cui visse il suo maestro, non osò infrangere.
Egli una notte vide in sogno il suo maestro Colombano tramutarsi in colomba e volare nel cielo fino al sole scomparendovi in esso, intuì allora che egli era morto e celebrò una messa di suffragio; successivamente giunse un monaco da Bobbio recando la notizia della morte di San Colombano e che egli lo aveva perdonato e come simbolo del perdono ne ebbe in regalo il suo bastone pastorale e la nomina a priore.
Dopo un lungo soggiorno in Arbon, san Gallo decise nel 612 di risalire con il suo compagno Hiltibod il fiume Steinach, immissario del lago di Costanza. I due si spinsero fino alle insormontabili cascate delle gole del Mühleggschlucht.

### Eremitaggio e morte
San Gallo ed altri suoi seguaci costruirono un eremo che fu dedicato alla Madonna ed ai santi Desiderio e Maurizio. San Gallo visse come eremita ma raccolse attorno a sé molti allievi e combatté le usanze pagane.
Nel 612 il duca tedesco Gunzo convocò un sinodo di tutti i capi clan e di tutti i chierici più importanti, per occupare la sede vacante del vescovado di Costanza. Egli voleva nominare san Gallo vescovo, forse anche perché una delle sue figlie era gravemente ammalata. San Gallo non voleva e giunse all'incontro con un altro monaco, Giovanni, per proporlo come vescovo. Il duca accettò questa proposta, e dopo una triennale formazione, Giovanni divenne vescovo. San Gallo visse ritirato una vita ascetica. Egli morì dopo una predica in Arbon: in quel giorno (16 ottobre) viene ancora oggi celebrato il suo nome. La sua tomba divenne luogo di pellegrinaggio ed egli è venerato soprattutto nel sud della Germania, nell'Alsazia ed in Svizzera, luoghi ove svolse prevalentemente la sua attività.

## Agiografia

### La leggenda dell'orso

L'orso di San Gallo nello stemma della città San Gallo omonima

Una nota leggenda su san Gallo vuole che un fatto straordinario avesse avuto luogo presso queste cascate. Mentre il compagno di San Gallo, Hiltibod, dormiva, quegli era già sveglio quando improvvisamente gli si parò innanzi un grosso orso. San Gallo non si lasciò intimidire da quell'apparizione: egli ordinò all'orso, in nome del Signore, di gettare un pezzo di legno nel fuoco. L'orso ubbidì e gettò il pezzo di legno nel fuoco. San Gallo deve aver infine dato all'orso una pagnotta, a condizione che non si facesse più vedere. Hiltibod, che nel frattempo si era svegliato ed aveva visto ed udito tutto, disse a San Gallo: Ora so che il Signore è con te, se persino gli animali della foresta ubbidiscono alla tua parola. L'orso non si fece poi più vedere.
Nell'interpretazione di questa leggenda l'incontro di San Gallo con l'orso fu un segno al missionario pellegrino di stabilirsi quel luogo e vincere le forze della natura.

### La leggenda del mostro di Loch Ness
C'è un'altra leggenda riguardo a san Gallo, descritta nei libri della tradizione scozzese.
Si dice che San Colombano, che nel 565 con i suoi seguaci giunse nelle Highlands per convertire al cristianesimo gli scozzesi, abbia partecipato per puro caso ad una cerimonia funebre presso il Loch Ness. Il morto fu afferrato all'amo da un mostro sul lago. San Colombano mandò un suo seguace (forse proprio San Gallo) sul luogo dell'incidente.
Immediatamente il mostro emerse dai flutti. Non disturbare più questa gente! Ritorna immediatamente giù di dove sei venuto! ordinò il santo e fece il segno della croce. Il mostro obbedì e tutti i testimoni di questo miracolo si convertirono alla fede cristiana.

## Culto
Nel 719, ben cent'anni dopo la morte di san Gallo, il monaco tedesco Otmar (successivamente sant'Otmaro, 689–759) fondò un'abbazia in suo onore sul luogo di pellegrinaggio e le diede il nome di abbazia di San Gallo.
Quest'abbazia divenne un rifugio per gli studiosi e gli artisti irlandesi, che in patria come in Danimarca erano perseguitati dai vichinghi. Altri luoghi presero il nome di San Gallo.
Dagli inizi del IX secolo circolarono alcune fantasiose Vita di San Gallo. Importante fu il racconto nel quale viene descritto come Gallo avrebbe liberato Fridiburga da un démone dalla quale era posseduta. Fridiburga era stata promessa in matrimonio a Sigeberto II, re dei Franchi, che aveva assegnato al santo una tenuta sita in Arbon ed appartenente alla corona, ove san Gallo poté fondare il suo monastero.
La Vita più antica del santo, piuttosto frammentaria, fu rivista nel IX secolo da due monaci di Reichenau, arricchita fra l'816 e l'824 dal celebrato Wettinus, e verso l'833-834 da Walafredo Strabo, che rivide anche il libro dei miracoli del santo. Altre opere attribuite a Walafredo parlano di san Gallo sia in prosa che in versi.
La ricorrenza di san Gallo cade il 16 ottobre insieme a quella di santa Edvige.
San Gallo è festeggiato in Italia come patrono di Urbana, piccolo comune nel padovano. A metà ottobre si svolge infatti una sagra paesana di celebrazione.
San Gallo è festeggiato come Patrono del Comune di Moggio Udinese, la Parrocchia si intitola Parrocchia di San Gallo abate ed è gemellata con la città di San Gallo in Svizzera con la quale intrattiene rapporti costanti.